# 企業廣場五期
企業廣場五期（英語：Enterprise Square Five），是香港的一個寫字樓項目，位於九龍九龍灣宏照道38號，共兩座，寫字樓部分樓高15層（連商場共36層），面積達500,000平方呎，於2007年隨同MegaBox一同落成的（包括：地庫、地下、1-14、15-23、25-33、35-36樓層，不設24及34樓）等。

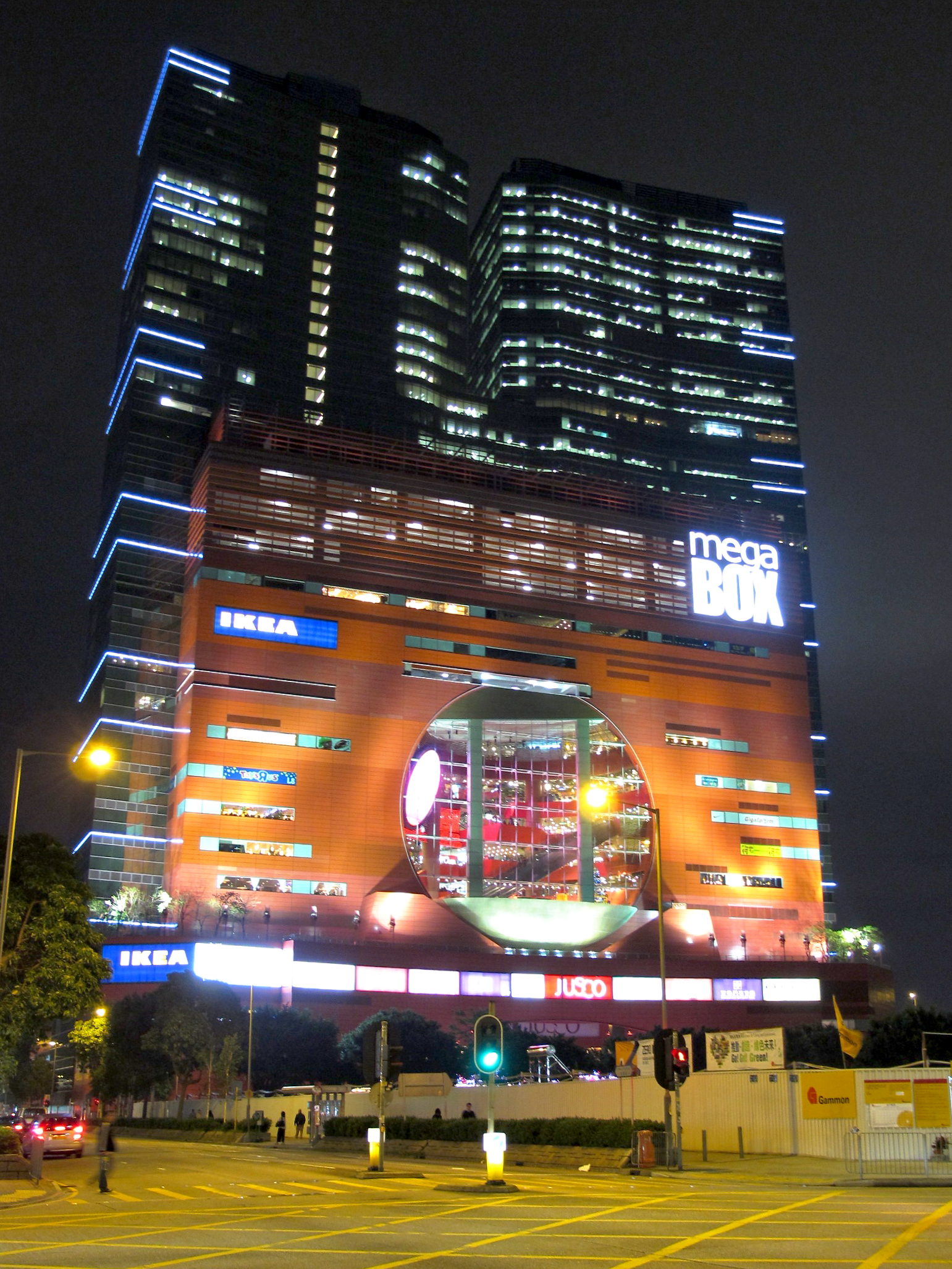
晚上的企業廣場五期

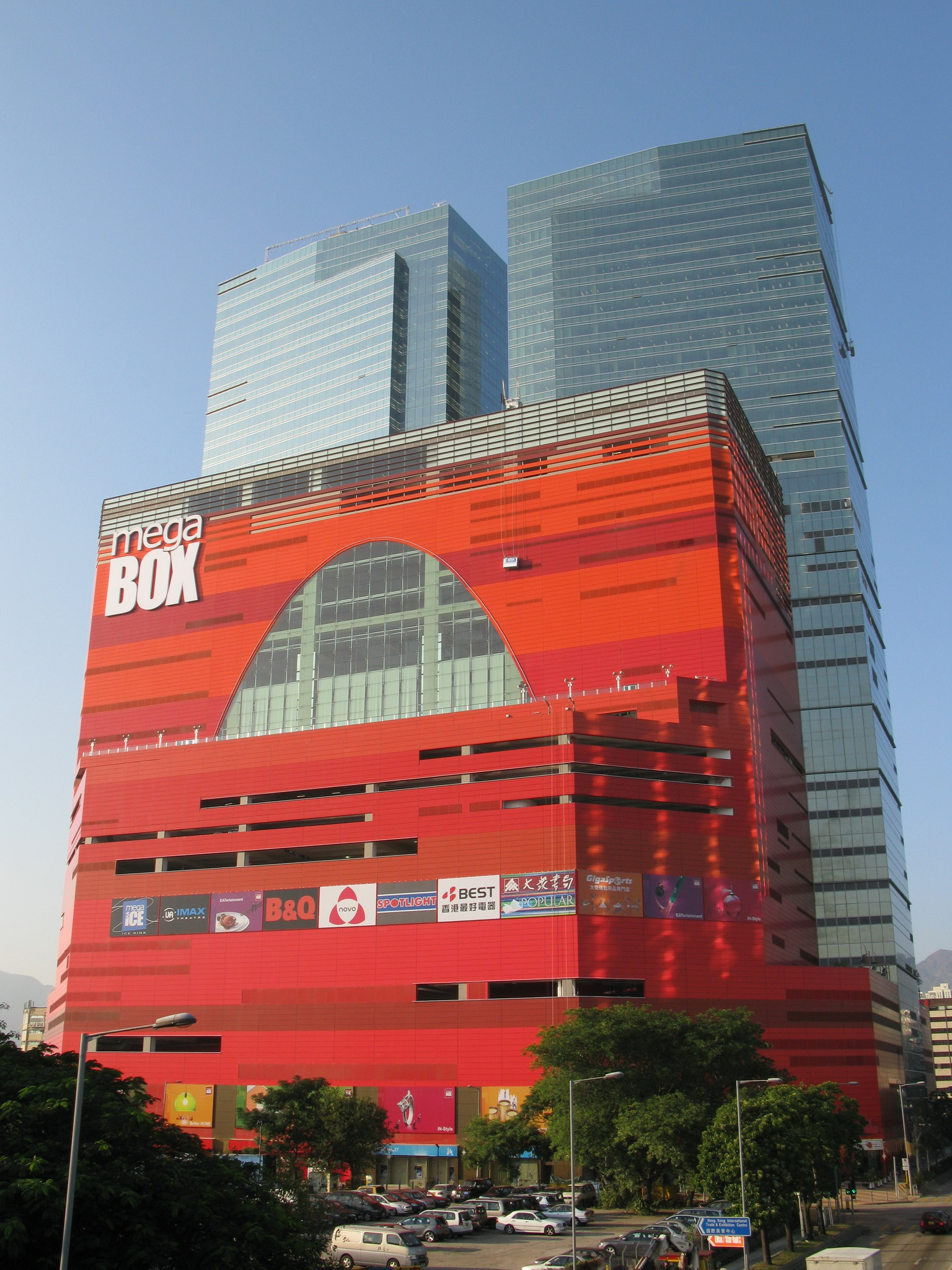
企業廣場五期（背面）

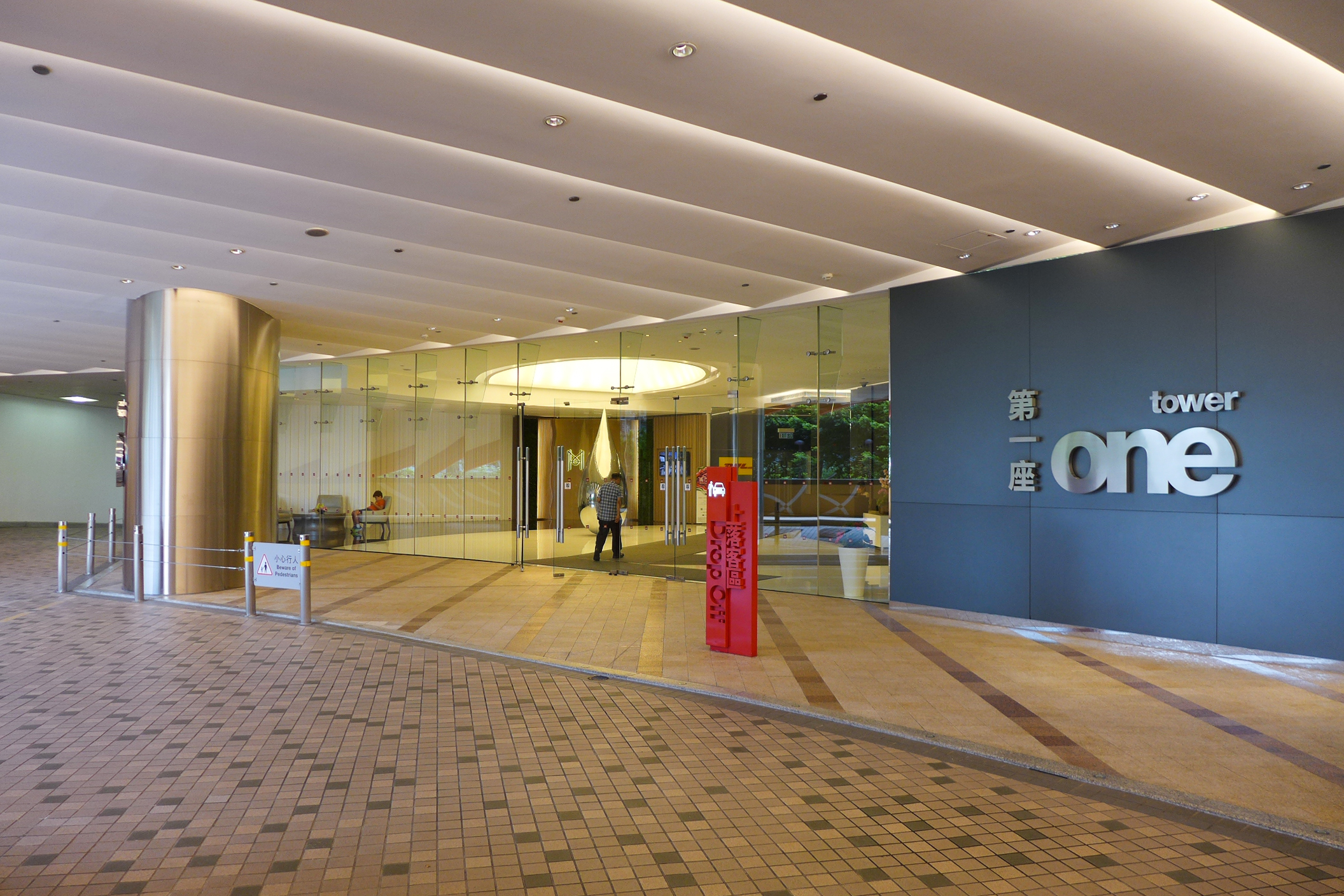
企業廣場五期一座大堂

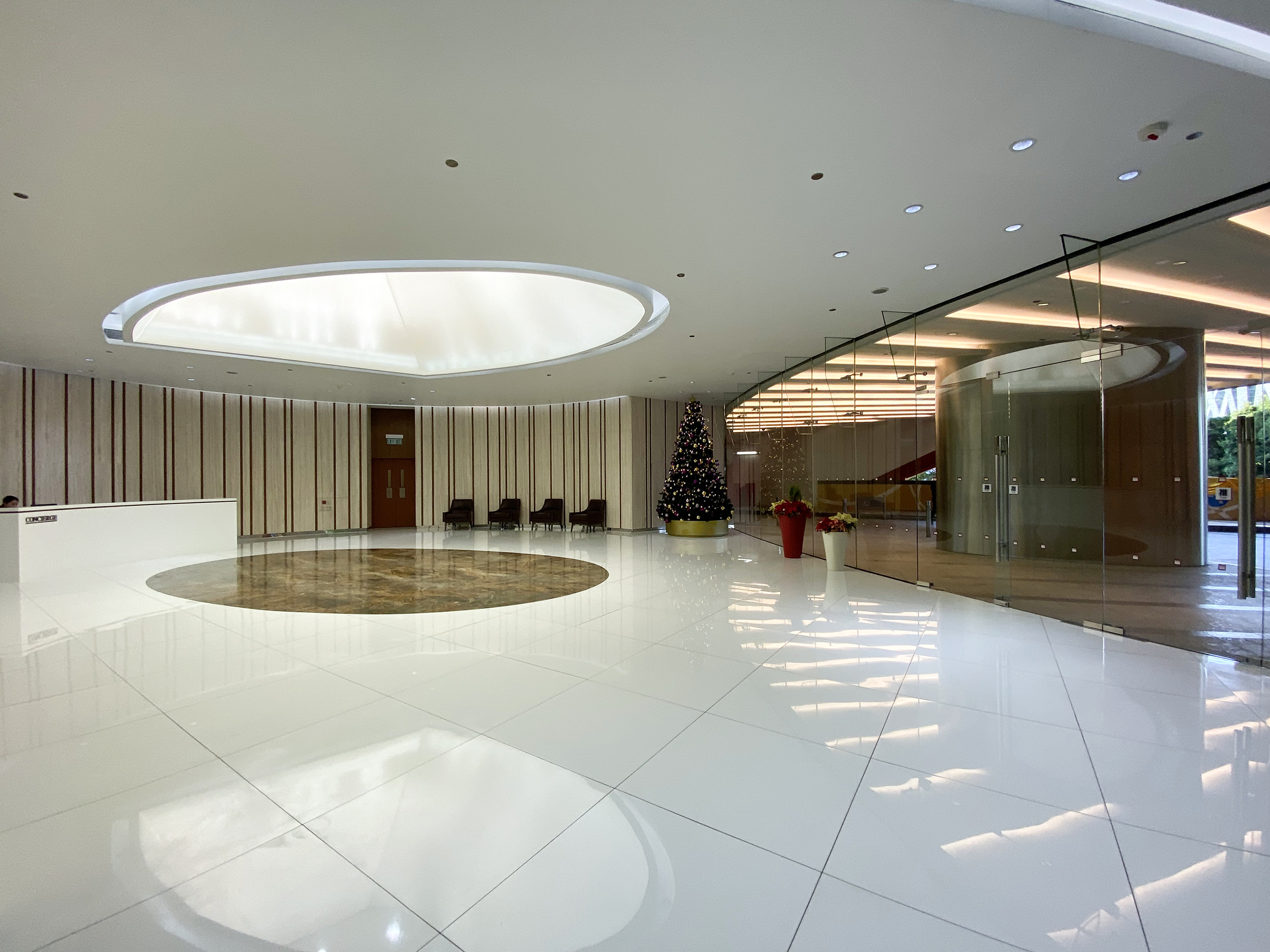
企業廣場五期二座大堂

## 入駐租戶
2006年，恒生銀行租用企業廣場五期第二座全幢15層高的辦公大樓，總樓面面積約262,000平方呎，到2015年起個別部門已經遷出。2007年，DHL租用第一座其中7層樓面，為DHL Express於香港的總部，到2021年起陸續遷出。
下列為企業廣場五期寫字樓部分租戶樓層分佈：

### 第一座
- 35至36樓：鄭鄭會計師事務所有限公司
- 28樓：ALF Retail Hong Kong Limited（2801-2804室）
- 27樓：
- 25樓：iNova Pharmaceuticals（Hong Kong）Limited（2506室）
- 23樓：Britax Childcare Hong Kong Limited（2303-4室）
- 22樓：宇航國際有限公司（2201室）、叙福樓集團有限公司、Kabushikigaisha Limited（2203室）
- 21樓：通用磨坊香港
- 20樓：盛諾集團有限公司（2005-2007室）/ SINOMAXZ

### 第二座
- 29樓：建造業議會建築信息模擬空間
- 27樓：多金鋼結構工程有限公司
- 26樓：KAGA（HK）Electronics Ltd（2602室）
- 25樓：創興保險有限公司
- 23樓：中匯安達會計師事務所有限公司

## 重大事件
2006年12月1日，位於地盤17樓平台的大型冷氣機水塔在早上11時38分發生火警，火勢沿著玻璃纖維結構迅速蔓延。香港消防處在上午11時45分將火警提升為三級，於11時58分提升為四級，於1時39分將火災撲滅。當局出動了約100名消防人員及6條喉進行灌救，並且疏散了地盤內逾100名工人，事件中無人受傷，樓宇主要結構及建築物內部並未受到影響。

## 建築進度

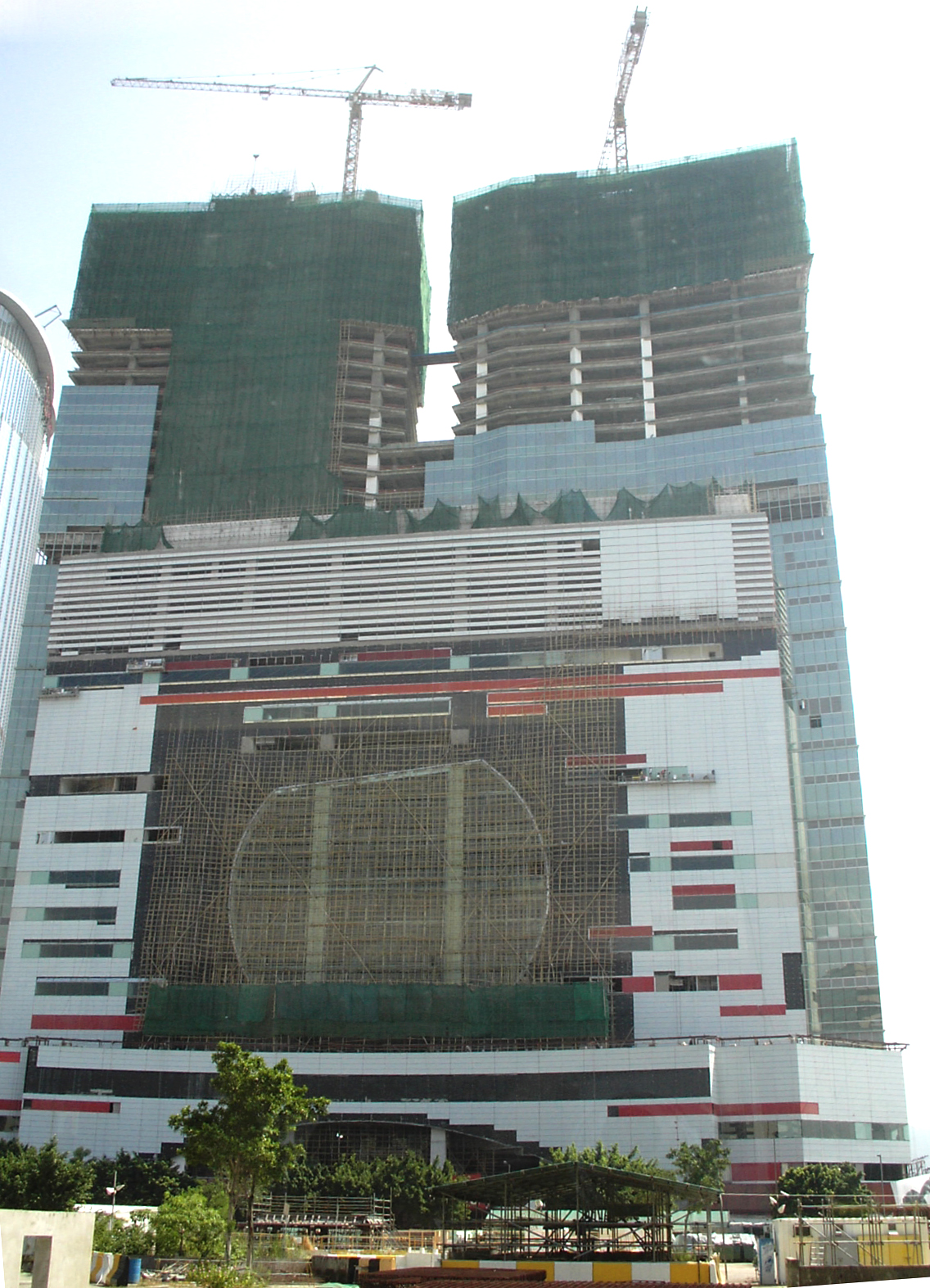
2006年9月底
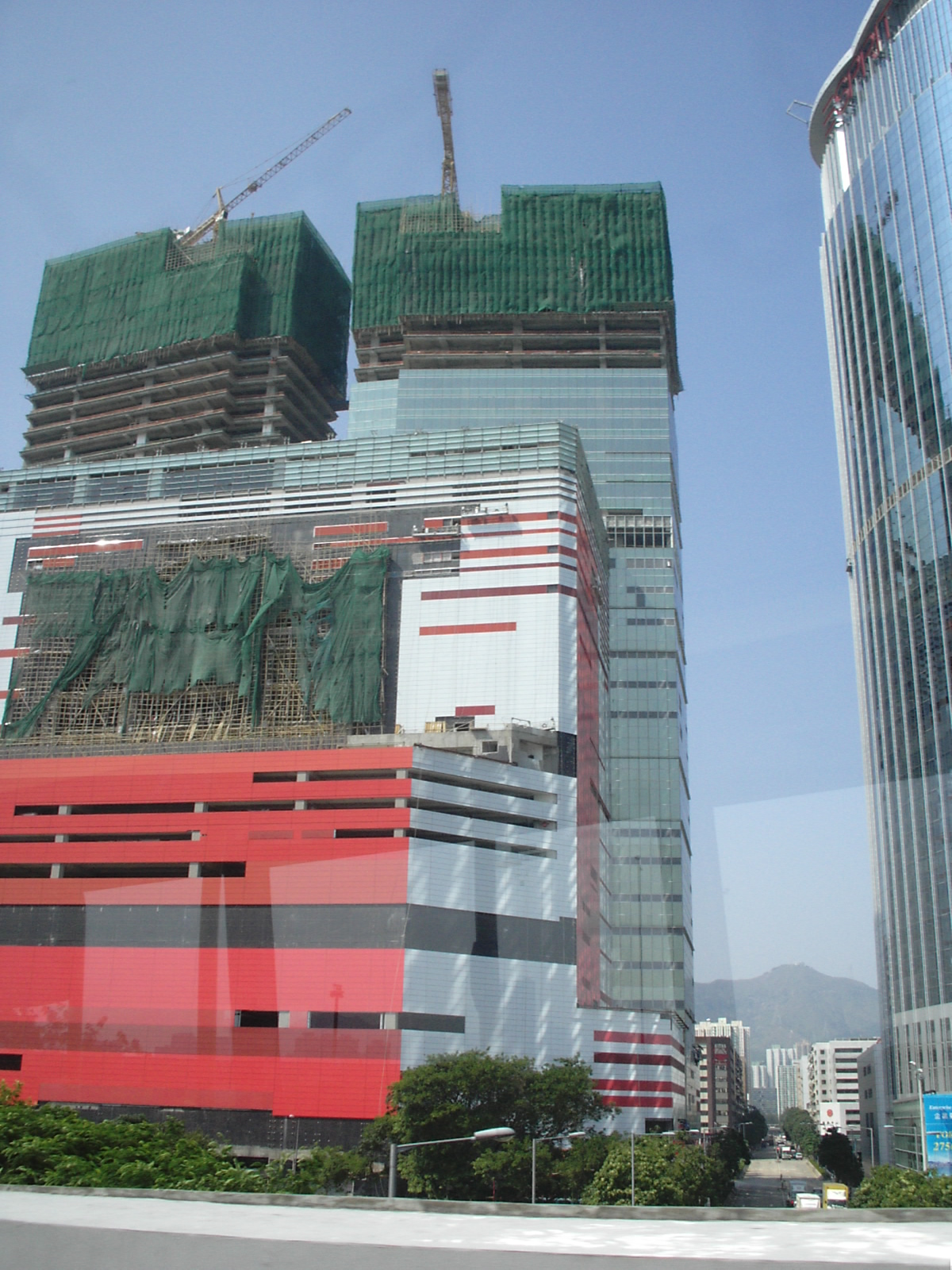
2006年9月底 （背面）
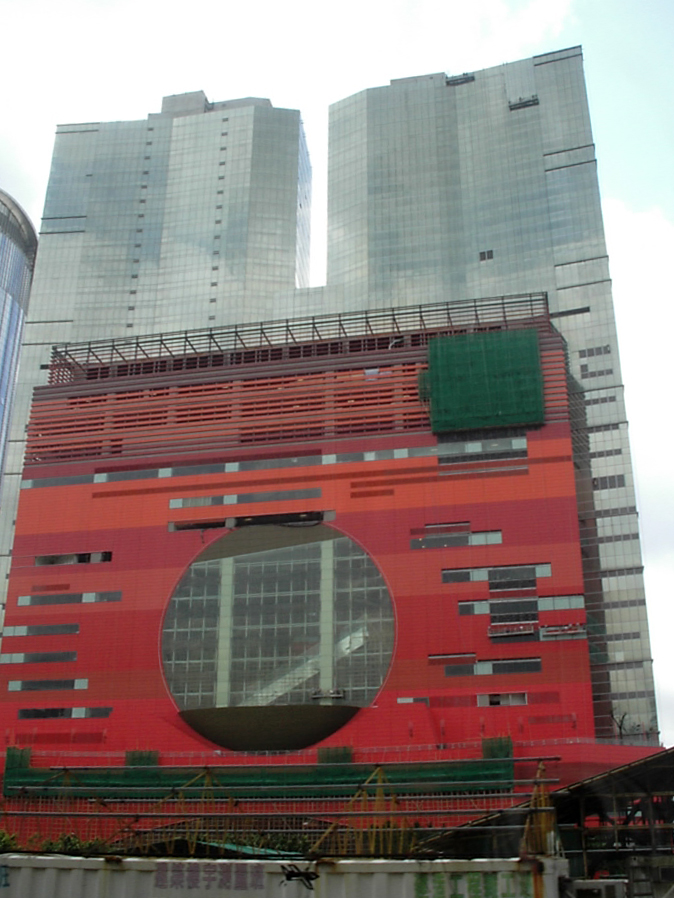
2007年3月底
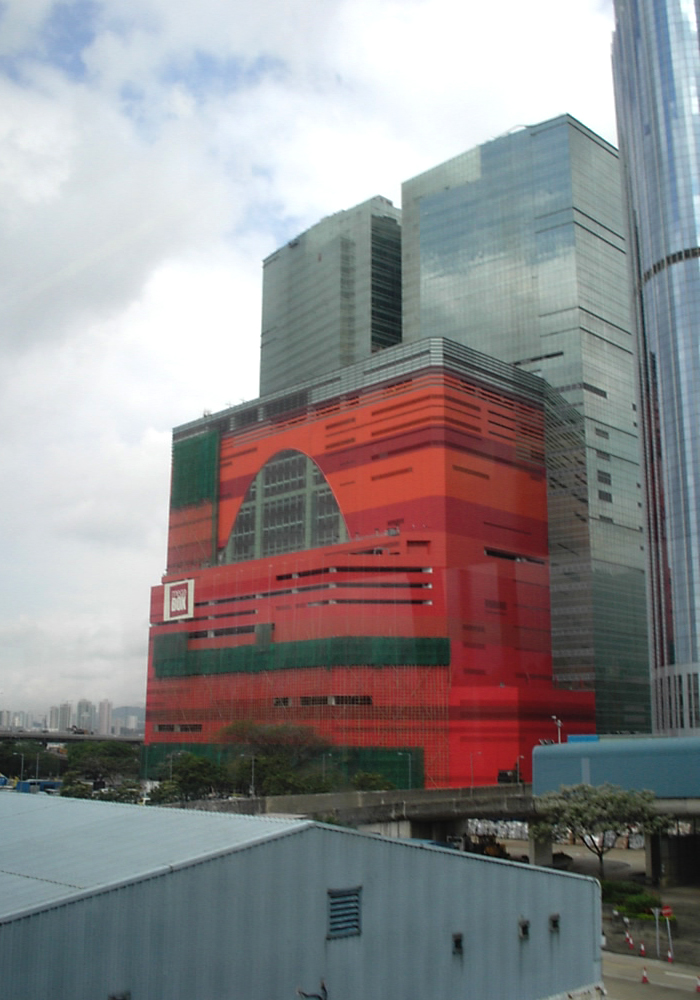
企業廣場五期及MegaBox，旁為企業廣場三期（2007年3月底）
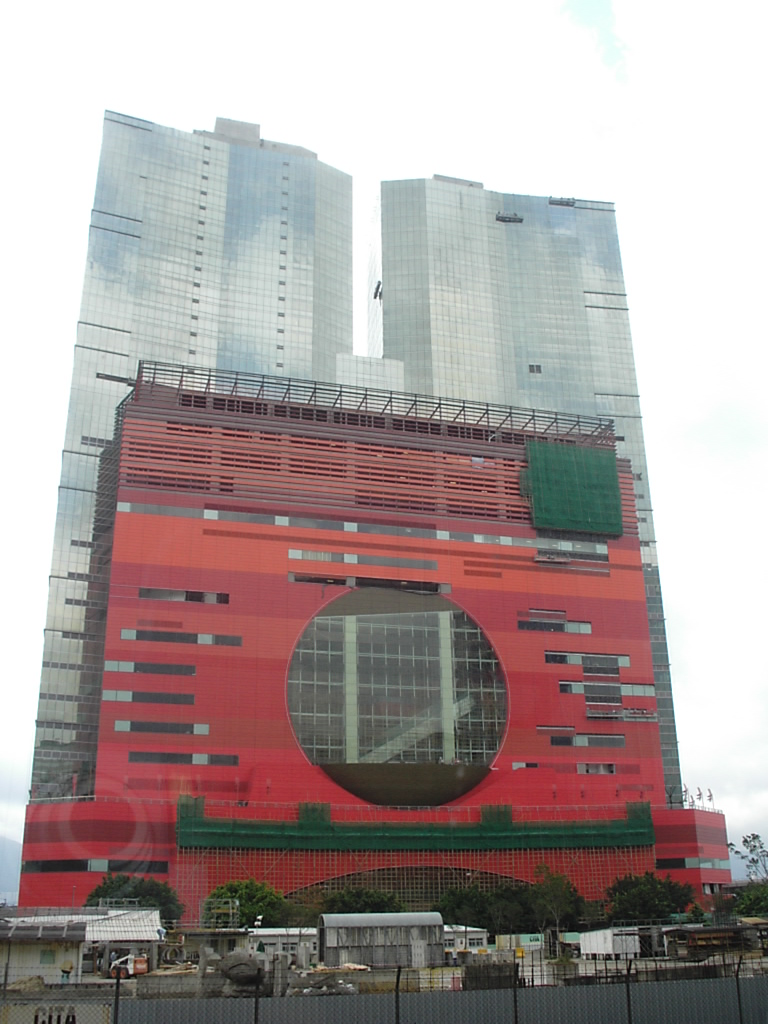
2007年3月底

## 鄰近
- 國際交易中心
- 企業廣場三期

## 外部連結
- 企業廣場五期

22°19′11″N 114°12′29″E / 22.3198015°N 114.20815°E